# Dorothea Tanning
Dorothea Margaret Tanning (Galesburg, 25 agosto 1910 – New York, 31 gennaio 2012) è stata una pittrice, poetessa e scrittrice statunitense, ha disegnato anche dei costumi per balletti e per il teatro e si è inoltre dedicata alla scultura.

## Biografia
Nata a Galesburg, nell'Illinois, si trasferì giovane a Parigi, dove visse per ventotto anni, prima di andare a vivere a New York. La mostra Fantastic Art, Dada and Surrealism del 1936 la introdusse al surrealismo. Lì conobbe il noto pittore Max Ernst, che le permise di frequentare i circoli del Surrealismo, nel 1942. Nel '46 i due si sposarono e, dopo la fine della seconda guerra mondiale, raggiunse a Parigi il gruppo surrealista insieme al marito.
Nel corso del suo novantacinquesimo anno, una galleria di New York le ha dedicato una mostra nella quale sono stati raccolti per la prima volta tutti i suoi quadri. I critici in quella occasione hanno dichiarato che Eine kleine Nachtmusik è certamente la sua opera migliore e più significativa.

## Opere

### Pittura
La sua prima produzione, risalente agli anni quaranta, fu influenzata dal surrealismo che aveva scoperto a New York, ma a metà degli anni cinquanta si assiste ad un cambiamento radicale. Ella stessa dichiarò di aver rotto lo specchio con il quale vedeva dopo aver dipinto nel 1957 Insomnias, un altro suo quadro particolarmente significativo. In quella tela la Tanning ha rappresentato lo spostamento di energie in quel particolare momento storico del dopoguerra.

### Letteratura
Dopo la morte del marito, avvenuta nel 1976, ha cominciato anche a dedicarsi alla poesia e alla stesura di alcuni romanzi, di cui il più noto è Chasm, pubblicato nel 2004.